# 硒化铜
硒化铜是一种无机化合物，化学式为CuSe。

## 制备
将四氯化硒用还原剂还原之后，和氯化铜反应，可以得到CuSe。
SeCl4 + 3 H2O → H2SeO3 + 4 HCl
H2SeO3 —[H]→ Se （H＝N2H4·H2O等）
3 Se + 6 OH− → 2Se2− + SeO32- + 3H2O
Cu2+ + Se2− → CuSe↓
硒粉和亚硫酸钠反应，得到硒代亚硫酸钠，以此为原料也能得到硒化铜，微波和超声能促进产物的生成：
Se + SO32- → SeSO32-
Cu2+ + SeSO32- → CuSe + SO32-
反应物按照不同的配比，还能得到Cu3Se2等铜-硒化合物。